# Forze di Sicurezza Interne libanesi
Le Forze di Sicurezza Interne (FSI) sono il corpo di polizia libanese, comandate dal Generale di Divisione ʿImād ʿOthmān.
Gli effettivi ammontavano a circa 30 000 unità negli anni Duemila.
Esse sono chiamate ad assicurare:
- Il mantenimento dell'ordine.[1]
- La sicurezza stradale.[2]
- La lotta contro il terrorismo.[3]